# 군정청 (나치 독일)
군정청(독일어: Militärverwaltung)은 제2차 세계 대전 당시 나치 독일이 점령지에 설치한 군사정권기구들을 말한다. 나치당 당료들이 일을 맡아한 국가판무관부와는 구분된다.

## 계급
군정청 관료들은 국방군 소속이든, 전쟁경제기관 소속이든, 군사교육시설 소속이든, 점령지 군사정권 소속이든 간에 국방군의 그것과 유사한 계급 인식표를 사용했다. 병과색은 암녹색을 바탕으로 상세 구분을 해주는 2차 색상들이 있었다.
군정청 계급과 인식표는 다음과 같다.

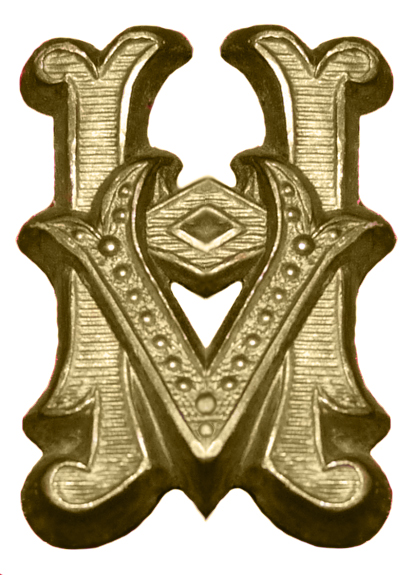
육군정청(HV)의 금속 장식물

1. 장군상급참모감(독일어: Generaloberstabsintendant): 3성장군과 동급. 병과색은 일반 육군 장성과 마찬가지로 심홍색
2. 국장(독일어: Ministerialdirektor): 2성장군과 동급. 병과색은 일반 육군 장성과 마찬가지로 심홍색
3. 군단감(독일어: Korpsintendant): 1성장군과 동급. 병과색은 일반 육군 장성과 마찬가지로 심홍색
4. 상급전쟁재판관(독일어: Oberkriegsgerichtsrat): 대령과 동급. 병과색은 군사법무관을 나타내는 담청색
5. 상급감독고문(독일어: Oberintendanturrat): 중령과 동급. 병과색은 참모를 나타내는 암적색
6. 보충하부기관장(독일어: Remontenamtsvorsteher): 소령과 동급. 병과색은 보충장교를 나타내는 노란색
7. 참모약사(독일어: Stabsapotheker): 대위와 동급. 병과색은 육군제약장교를 나타내는 담녹색
8. 육군사법조사관(독일어: Heeresjustizinspektor): 중위와 동급. 병과색은 군사법무관을 나타내는 담청색
9. 무기기능장(독일어: Waffenmeister): 소위와 동급. 병과색은 기술장교를 나타내는 검은색
10. 육군무기기능장(독일어: Army weapon master): 상급사관후보와 동급. 병과색은 기술장교를 나타내는 검은색
11. 탄창기능장(독일어: Magazinmeister): 사관후보와 동급. 병과색은 기술장교를 나타내는 검은색

## 위치
- 폴란드 군정청(독일어:  «Militärverwaltung in Polen»): 이후 두 개로 분할되어 하나는 독일의 직할령으로 흡수되고 다른 하나는 폴란드 총독부가 됨
- 프랑스 군정청(독일어: «Militärverwaltung in Frankreich»)
- 벨기에 북프랑스 군정청(독일어: «Militärverwaltung in Belgien und Nordfrankreich»)
- 룩셈부르크 군정청(독일어: «Militärverwaltung Luxemburg»)
- 그리스 군정청(독일어: «Militärverwaltung in Griechenland»)
- 세르비아 군정청(독일어: «Militärverwaltung in Serbien»)
- 소련 군정청(독일어: «Militärverwaltung in der Sowjetunion»): 전선 바로 뒤의 작전구역(독일어: «Operationszone Ost»)과 그보다 더 후방의 육군관할후방(독일어: «Rückwärtige Heeresgebieten»)으로 분할

## 같이 보기
- 국가판무관부
- 독일의 유럽 점령기